# Thomas Thennatt
Thomas Thennatt SAC (* 26. November 1953 in Koodalloor, Kerala, Indien; † 14. Dezember 2018 in Gwalior) war ein indischer Ordensgeistlicher und römisch-katholischer Bischof von Gwalior.

## Leben
Thomas Thennatt trat der Ordensgemeinschaft der Pallottiner bei und legte am 31. Mai 1975 die ewige Profess ab. Er empfing am 21. Oktober 1978 das Sakrament der Priesterweihe.
Am 18. Oktober 2016 ernannte ihn Papst Franziskus zum Bischof von Gwalior. Der Erzbischof von Nagpur, Abraham Viruthakulangara, spendete ihm am 8. Januar 2017 die Bischofsweihe; Mitkonsekratoren waren der Erzbischof von Bhopal, Leo Cornelio SVD, und der emeritierte Bischof von Gwalior, Joseph Kaithathara.
Am 14. Dezember 2018 starb er an den Folgen eines Verkehrsunfalls im St.-Joseph-Hospital in Gwalior.